# Matias Maccelli
Matias Maccelli (* 14. Oktober 2000 in Turku) ist ein finnischer Eishockeyspieler, der seit Juni 2025 bei den Toronto Maple Leafs in der National Hockey League (NHL) unter Vertrag steht. Zuvor war der linke Flügelstürmer in der NHL bereits für die Arizona Coyotes und den Utah Hockey Club aktiv.

## Karriere

### Jugend
Matias Maccelli wurde in Turku als Sohn einer US-amerikanischen Mutter und einem finnischen Vater geboren, wobei sein Familienname italienischer Herkunft ist, so stammt sein Großvater mütterlicherseits aus Italien. In seiner Heimatstadt durchlief er die Nachwuchsabteilungen von TPS Turku und spielte für deren U20 ab der Saison 2016/17 in der Nuorten SM-liiga, der höchsten Juniorenliga Finnlands. Mitte der Spielzeit 2017/18 allerdings wechselte der Angreifer zu den Dubuque Fighting Saints in die United States Hockey League (USHL), sodass er seine Heimat verließ und fortan in der ranghöchsten Nachwuchsspielklasse der USA auflief. Bei den Fighting Saints überzeugte er in der Saison 2018/19 mit 72 Scorerpunkten in 62 Einsätzen, sodass er ins USHL Second All-Star Team gewählt wurde. Im folgenden NHL Entry Draft 2019 berücksichtigten ihn die Arizona Coyotes an 98. Position.
Vorerst kehrte Maccelli jedoch für zwei Jahre in seine Heimat zurück, wo er in der Liiga für Ilves Tampere aktiv war. In seinem ersten Jahr dort führte er alle Rookies der Liga in Toren (13), Vorlagen (17) und Punkten (30) an, sodass man ihn als besten Neuling mit der Trophäe Jarmo Wasaman muistopalkinto ehrte.

### NHL
Bereits im April 2020 hatte Maccelli einen Einstiegsvertrag bei den Arizona Coyotes unterzeichnet, bevor er zur Saison 2021/22 fest in deren Organisation wechselte. Vorerst wurde er dabei in der American Hockey League (AHL) bei den Tucson Roadrunners eingesetzt, dem Farmteam der Coyotes. Im März 2022 kam er im weiteren Verlauf auch zu seinem Einstand in der National Hockey League (NHL), wobei er sich prompt im NHL-Aufgebot Arizonas etablierte. In seiner ersten kompletten NHL-Saison verzeichnete er 49 Punkte in 64 Spielen, womit er sich hinter Matty Beniers auf dem zweiten Platz der Rookie-Scorerliste platzierte. Zugleich wählte man ihn ins NHL All-Rookie Team. Im Juli 2023 unterzeichnete der Finne einen neuen Dreijahresvertrag bei den Coyotes, der ihm ein durchschnittliches Jahresgehalt von etwa 3,4 Millionen US-Dollar einbringen soll.
Mit den Coyotes vollzog er nach der Saison 2023/24 den Umzug nach Salt Lake City, wo er fortan für den Utah Hockey Club aktiv war. Von dort wiederum wurde er im Juni 2025 zu den Toronto Maple Leafs transferiert, wofür Utah ein konditionales Drittrunden-Wahlrecht im NHL Entry Draft 2027 erhielt. Letzteres verbessert sich zu einem Zweitrunden-Wahlrecht im Draft 2029, falls die Maple Leafs in der Saison 2025/26 die Playoffs erreichen und der Finne dabei mindestens 51 Scorerpunkte erzielt.

### International
Erste internationale Erfahrungen sammelte Maccelli im Rahmen des Ivan Hlinka Memorial Tournament 2017, wo er mit der finnischen Auswahl den sechsten Platz belegte. Im U18-Bereich folgten keine weiteren Einsätze, ehe er die U20-Nationalmannschaft seines Heimatlandes bei der U20-Weltmeisterschaft 2020 vertrat und dort mit ihr einen vierten Rang erreichte. Sein Debüt für die A-Nationalmannschaft gab der Angreifer schließlich bei den Sweden Hockey Games im Rahmen der Saison 2019/20 der Euro Hockey Tour.

## Erfolge und Auszeichnungen
- 2019 USHL Second All-Star Team
- 2020 Jarmo Wasaman muistopalkinto
- 2023 NHL All-Rookie Team

## Karrierestatistik
Stand: Ende der Saison 2024/25

### International
Vertrat Finnland bei:
- Ivan Hlinka Memorial Tournament 2017
- U20-Weltmeisterschaft 2020
- Euro Hockey Tour 2019/20

(Legende zur Spielerstatistik: Sp oder GP = absolvierte Spiele; T oder G = erzielte Tore; V oder A = erzielte Assists; Pkt oder Pts = erzielte Scorerpunkte; SM oder PIM = erhaltene Strafminuten; +/− = Plus/Minus-Bilanz; PP = erzielte Überzahltore; SH = erzielte Unterzahltore; GW = erzielte Siegtore; 1 Play-downs/Relegation; Kursiv: Statistik nicht vollständig)